# مارك بونير
مارك بونير (بالإنجليزية: Mark Bonner)‏ (7 يونيو 1974 في المملكة المتحدة - ) هو لاعب كرة قدم بريطاني في مركز الوسط. لعب مع أولدهام أثلتيك وكارديف سيتي ونادي بلاكبول وهال سيتي.

## وصلات خارجية
- مارك بونير على موقع قاعدة بيانات كرة القدم.إي يو (الإنجليزية)
- مارك بونير على موقع Soccerbase.com (لاعب) (الإنجليزية)